# Dinky Van Rensburg
Dianne "Dinky" Van Rensburg (3 de abril de 1968) é uma ex-tenista profissional sul-africana. Dinky, como era conhecida, ganhou um título de simples e três de duplas, de 1986 a 1990. Seu maior ranking de simples foi o de 26ª em 14 janeiro de 1991.